# Ochranovský sbor při Českobratrské církvi evangelické v Potštejně
Farní sbor Českobratrské církve evangelické v Potštejně je sborem Českobratrské církve evangelické v Potštejně. Sbor je součástí Ochranovského seniorátu.
Sbor je v závěru roku 2024 neobsazen farářem, administrátorem je farář Jan Hrudka z ochranovského sboru v Železném Brodě, kurátorkou sboru Mgr. Helena Hájková.
Práce sboru navazuje na odkaz Jednoty bratrské, která měla v Potštejně svou první modlitebnu od roku 1871. Současný kostel byl vybudován v roce 1899.
Shromáždění probíhá každou neděli od 9:00. V zimním období se sbor schází na faře hned vedle kostela.

## Faráři sboru
- Eugen Albert Edmund Schmidt (1872–1889)
- Theophilus Reichel (1889–1908)
- Josef Mikuláštík (1908–1918, 1920–1930)
- Otto Bohuslav Mikuláštík (1918–1920; sbor administrován z Ústí nad Orlicí)
- Ladislav Šklíba (1930–1934)
- Otto Bohuslav Mikuláštík (1934–1937; sbor administrován z Ústí nad Orlicí)
- Karel Reichel (1937–1942, 1945–1947)
- Gustav Zvěřina (1942–1944)
- Jan Dušek (1947–1955)
- Jan Niebauer (1955–1968)
- Adolf Vacovský (1968–1984)
- Josef Marek (1984)
- Ondřej Halama (1985–1997)
- Miroslav Boš (1996–1997)
- Daniel Heřman (1997–; odešel s částí sboru do Rychnova nad Kněžnou)
- j. Naděžda Běťáková (2004–2018)
- f. Jaromír Strádal (2019-2024)